# Amtsgericht Wronke
Das Amtsgericht Wronke war ein preußisches Amtsgericht mit Sitz in Wronke (Provinz Posen).

## Geschichte
Das königlich preußische Amtsgericht Wronke wurde mit Wirkung zum 1. Oktober 1879 als eines von neun Amtsgerichten im Bezirk des Landgerichtes Posen im Bezirk des Oberlandesgerichtes Posen gebildet. Der Sitz des Gerichtes war Wronke. Sein Gerichtsbezirk umfasste aus dem Kreis Samter den Stadtbezirk Wronke und den Polizeibezirk Wronke. Am Gericht bestand 1880 eine Richterstelle. Das Amtsgericht war damit ein kleines Amtsgericht im Landgerichtsbezirk. Der Amtsgerichtsbezirk kam aufgrund des Versailler Vertrages 1919 zu Polen, und das Amtsgericht stellte seine Arbeit ein. An seine Stelle trat das polnische Sąd Powiatowy w Wronek. Im Jahre 1939 wurde Polen deutsch besetzt. Im Rahmen der Neuorganisation der Gerichte in Ostdeutschland und im ehemaligen Polen wurden das Amtsgericht Wronke neu gebildet und erneut dem Landgericht Posen zugeordnet.
Im Jahre 1945 wurde der Amtsgerichtsbezirk unter polnische Verwaltung gestellt, und die deutschen Einwohner wurden vertrieben. Damit endete auch die Geschichte des Amtsgerichtes Wronke.